# Schloss Louisenberg

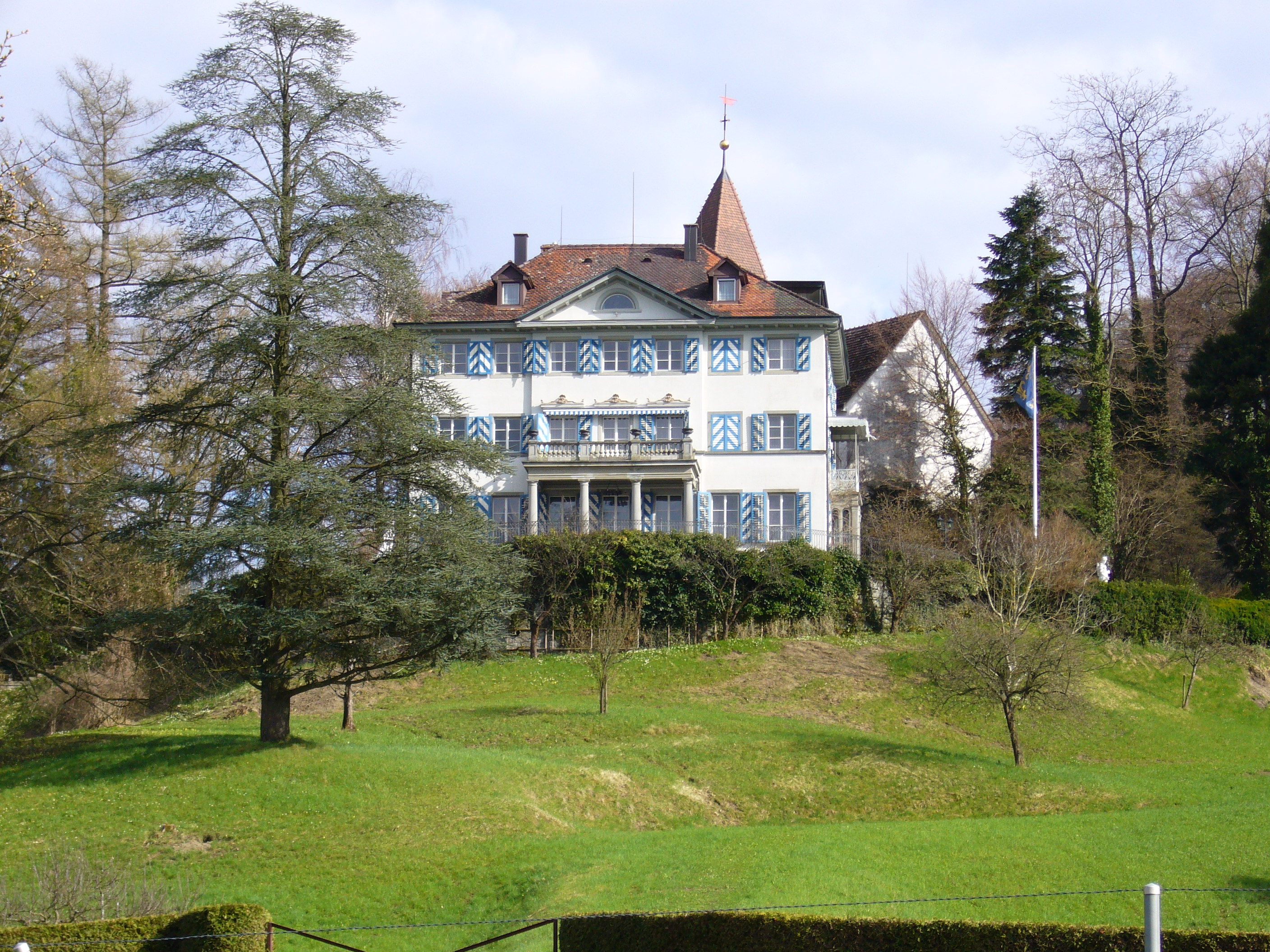
Louisenberg

Das Schloss Louisenberg liegt am Untersee in Mannenbach (Gemeinde Salenstein) im Kanton Thurgau, Schweiz.

## Geschichte und Beschreibung
1834/1835 baute der ehemalige französische Brigadegeneral Marquis de Crenay anstelle des alten Mannenbacher Kaplaneigebäudes ein Herrschaftshaus, das er nach dem Namen der Nichte seiner Frau, Louise de Séréville «Louisenberg» taufte. 
Das Gebäude ist dreigeschossig und hat ein flaches Walmdach. Auf der Schlossterrasse liegt ein symmetrisch angelegter Park mit Kopien alter Statuen. 
1873 kaufte Jean Bürgi-Betschaft aus Arth das Schloss, 1878 ging es in das Eigentum von Kantonsrat Abraham Fehr-Häberlin aus Mannenbach über. 1889 gehörte es Baronin Emilie von Breidenbach, ab 1906 Jean Kaestlin. Während der Oktoberrevolution musste der Sohn von Jean Kaestlin mit seiner Familie in die Schweiz flüchten und liess sich auf dem Schloss nieder. Ab 1945 gehörte das Schloss Frau ten Brink-Merian, ab 1960 Henrik Kaestlin der das Schloss jahrzehntelang restaurieren liess.